# 鲁道夫·安特里姆
鲁道夫·安特里姆（Rodolphe Antrim，1971年3月23日—），法国色情电影演员。职业生涯开始于1994年，近些年，一直活跃于欧洲，尤其常在德国和意大利制片商的电影中出现，仍然活跃于2008年。
在维吉妮·德庞特导演的电影《肏我》中饰演一个小角色。

## 获奖
- 布鲁塞尔国际色情电影节（英语：Brussels International Festival of Eroticism）：最佳男配角。